# Charles Aránguiz
Charles Mariano Aránguiz Sandoval (Puente Alto, 17 april 1989) is een Chileens professioneel voetballer die doorgaans speelt als middenvelder. In augustus 2024 verruilde hij Internacional voor Universidad Chile. Aránguiz debuteerde in 2010 in het Chileens voetbalelftal. Hij werd in 2012 verkozen tot Chileens voetballer van het jaar.

## Clubcarrière
Aránguiz komt uit de jeugdopleiding van Club Universidad de Chile en CD Cobreloa. Bij Cobreloa brak hij door en hij debuteerde in 2006 voor de club, tegen CD Cobresal. Aan die laatste club werd hij later ook verhuurd In 2009 verkaste hij naar Colo-Colo, waar hij één seizoen speelde. Hij speelde nog een korte periode bij Quilmes AC en was tussen 2011 en 2013 actief namens de club waar hij tevens in de jeugd speelde, Club Universidad de Chile. Na periodes bij Granada en Internacional tekende hij in 2015 voor Bayer Leverkusen. In april 2023 keerde hij transfervrij terug naar Internacional. Aránguiz keerde in augustus 2024 terug bij Universidad Chile.

## Interlandcarrière
Aránguiz maakte op 19 januari 2010 zijn debuut in het Chileens voetbalelftal, toen er met 2-1 gewonnen werd van Panama. De middenvelder mocht in de basis beginnen en speelde het gehele duel mee. Zijn eerste doelpunt maakte hij op 2 juni 2012, tegen Bolivia. Aránguiz maakte deel uit van de selectie van bondscoach Jorge Sampaoli op het wereldkampioenschap voetbal 2014 in Brazilië, zijn eerste eindtoernooi. Hij speelde mee in alle vier wedstrijden en was een van de twee doelpuntenmakers in de gewonnen groepswedstrijd tegen titelverdediger Spanje (0–2). Aránguiz nam in 2015 met Chili deel aan de Copa América in eigen land. Chili won voor het eerst het toernooi. Aránguiz speelde alle wedstrijden en maakte twee doelpunten in de wedstrijd tegen Bolivia (eindstand 5–0). In de finale tegen Argentinië op 4 juli 2015 was hij een van de strafschoppennemers in een beslissende penaltyreeks. Zowel hij als de drie andere Chilenen benutten hun strafschoppen. Aránguiz won in 2016 ook de Copa América Centenario met zijn landgenoten. De finale was opnieuw tegen Argentinië en de beslissing viel weer na strafschoppen. Aránguiz schoot er ook deze keer een raak. Ook op de Copa América 2019 was Aránguiz weer basisspeler in alle zes de wedstrijden van de Chilenen.

## Erelijst
| Competitie                       |           |                                             |           |           |
| Competitie                       | Aantal    | Jaren                                       |           |           |
| Colo-Colo                        | Colo-Colo | Colo-Colo                                   | Colo-Colo | Colo-Colo |
| -------------------------------- | --------- | ------------------------------------------- | --------- | --------- |
| Primera División                 | 1         | 2009 Clausura                               |           |           |
| Universidad de Chile             |           |                                             |           |           |
| Copa Sudamericana                | 1         | 2011                                        |           |           |
| Primera División                 | 3         | 2011 Apertura, 2011 Clausura, 2012 Apertura |           |           |
| Copa Chile                       | 1         | 2012/13                                     |           |           |
| Chili                            |           |                                             |           |           |
| Copa América                     | 2         | 2015, 2016                                  |           |           |
| Individueel                      |           |                                             |           |           |
| Chileens voetballer van het jaar | 1         | 2012                                        |           |           |